# Лобанов-Ростовский, Иван Александрович
Князь Иван Александрович Лобанов-Ростовский (1788—1869) — русский  сенатор, действительный тайный советник и обер-гофмейстер из княжеского рода Лобановых-Ростовских.

## Биография
Родился в Петербурге 2 (13) сентября 1788 года в княжеской семье генерал-майора Александра Ивановича Лобанова-Ростовского; мать — Анна Никифоровна, урождённая Маслова. Был крещён 2 сентября 1788 года в церкви Вознесения, крестник князя А. Б. Куракина и своей бабушки А. Н. Масловой. Его братья — князья Алексей, рязанский губернатор, тайный советник, сенатор, и Борис, воронежский предводитель дворянства, камергер.
В службе и классном чине с 1802 года с назначением в Коллегию иностранных дел. С 1809 года переводчик в МВД и в МПП.  В 1810 году пожалован в звание камер-юнкера Двора Его Императорского Величества.
С 1812 года состоял по Военному ведомству.
С 1822 года обер-прокурор 4-го, 3-го и  1-го Департаментов Правительствующего Сената. В 1823 году   произведён в действительные статские советники, в 1833 году в  тайные советники, в 1853 году  в действительные тайные советники.
С 1854 года  почётный опекун Опекунского совета Учреждений императрицы Марии Фёдоровны, почётный член Императорского Московского университета. В 1863 году присвоено звание Обер-гофмейстера Двора Его Императорского Величества. Почётный опекун Николаевского сиротского института (1865—1868). Был награждён всеми российскими орденами вплоть до ордена Святого Александра Невского с бриллиантовыми знаками пожалованные ему 30 августа 1848 года.
Умер 9 (21) мая 1869 года.

## Личная жизнь
Жена (с февраля 1824 года) — Елизавета Петровна Киндякова (01.04.1804—1854), одна из трех дочерей богача генерал-майора Петра Васильевича Киндякова и его жены Александры Васильевны. Входила в окружение Пушкина, считалась первой московской красавицей и именовалась в обществе «Запретной Розой», по названию стихотворения посвященного ей в 1826 году П. Вяземским, где в иносказательной форме излагалась история её неудачного брака с князем Лобановым-Ростовским. В 1825 году супруги фактически разошлись по причине физического недостатка князя. У Елизаветы Петровны начался роман с В. А. Пашковым, за развитием которого наблюдала вся Москва. В 1828 году по решению Синода она получила развод и стала женой Пашкова.